# Seattle Seahawks 1989
La stagione 1989 dei Seattle Seahawks è stata la 14ª della franchigia nella National Football League. La stagione segnò la fine di un'epoca per la squadra, dal momento che l'ultimo giocatore della squadra inaugurale del 1976, il wide receiver Steve Largent, si ritirò a fine anno, lasciando come leader di tutti i tempi della NFL per ricezioni in carriera.

## Scelte nel Draft NFL 1989
| Giro/Scelta | Giocatore       | Ruolo            | College               |
| ----------- | --------------- | ---------------- | --------------------- |
| 1/15        | Andy Heck       | Offensive tackle | Notre Dame            |
| 2/44        | Joe Tofflemire  | Centro           | Arizona               |
| 3/71        | Elroy Harris    | Running back     | Eastern Kentucky      |
| 4/101       | Travis McNeal   | Tight end        | Tennessee-Chattanooga |
| 4/103       | James Henry     | Defensive back   | Southern Mississippi  |
| 7/184       | Mike Nettles    | Defensive Back   | Memphis               |
| 8/211       | Marlin Williams | Defensive end    | Western Illinois      |
| 9/238       | David Franks    | Offensive Guard  | Connecticut           |
| 10/268      | Derrick Fenner  | Running Back     | North Carolina        |
| 11/295      | Mike Baum       | Defensive End    | Northwestern          |
| 12/322      | R.J. Kors       | Defensive Back   | Long Beach State      |

## Staff
Fonte:

## Calendario
| Turno | Data       | Avversario             | Risultato   | Stadio                        | Record | Pubblico |
| 1     | 10/9/1989  | @ Philadelphia Eagles  | S 7-31      | Veterans Stadium              | 0-1    | 64.287   |
| 2     | 17/9/1989  | Phoenix Cardinals      | S 24-34     | Kingdome                      | 0-2    | 60,444   |
| 3     | 24/9/1989  | @ New England Patriots | V 24-3      | Sullivan Stadium              | 1-2    | 48,025   |
| 4     | 1/10/1989  | @ Los Angeles Raiders  | V 24-20     | Los Angeles Memorial Coliseum | 2-2    | 44,319   |
| 5     | 8/10/1989  | Kansas City Chiefs     | S 16-20     | Kingdome                      | 2-3    | 60.715   |
| 6     | 15/10/1989 | @ San Diego Chargers   | V 17-16     | Jack Murphy Stadium           | 3-3    | 50,079   |
| 7     | 22/10/1989 | Denver Broncos         | S 21-24 DTS | Kingdome                      | 3-4    | 62.353   |
| 8     | 29/10/1989 | San Diego Chargers     | V 10-7      | Kingdome                      | 4-4    | 59.691   |
| 9     | 5/11/1989  | @ Kansas City Chiefs   | S 10-20     | Arrowhead Stadium             | 4-5    | 54.489   |
| 10    | 12/11/1989 | Cleveland Browns       | S 7-17      | Kingdome                      | 4-6    | 58.978   |
| 11    | 19/11/1989 | @ New York Giants      | S 3-15      | Giants Stadium                | 4-7    | 75.014   |
| 12    | 26/11/1989 | @ Denver Broncos       | S 14-41     | Mile High Stadium             | 4-8    | 75.117   |
| 13    | 4/12/1989  | Buffalo Bills          | V 17-16     | Kingdome                      | 5-8    | 57.682   |
| 14    | 10/12/1989 | @ Cincinnati Bengals   | V 24-17     | Riverfront Stadium            | 6-8    | 54.744   |
| 15    | 17/12/1989 | Los Angeles Raiders    | V 23-17     | Kingdome                      | 7-8    | 61.076   |
| 16    | 23/12/1989 | Washington Redskins    | S 0-29      | Kingdome                      | 7-9    | 60.294   |

## Leader della squadra
| Leader della squadra   |                 |       |
| Categoria              | Giocatore       | N.    |
| Yard passate           | Dave Krieg      | 3.309 |
| Touchdown passati      | Dave Krieg      | 21    |
| Yard corse             | Curt Warner     | 931   |
| Touchdown su corsa     | Curt Warner     | 3     |
| Ricezioni              | Brian Blades    | 77    |
| Yard ricevute          | Brian Blades    | 1.063 |
| Touchdown su ricezione | John Williams   | 6     |
| Sack                   | Rufus Porter    | 10,5  |
| Intercetti             | Eugene Robinson | 5     |